# Edward Ochab

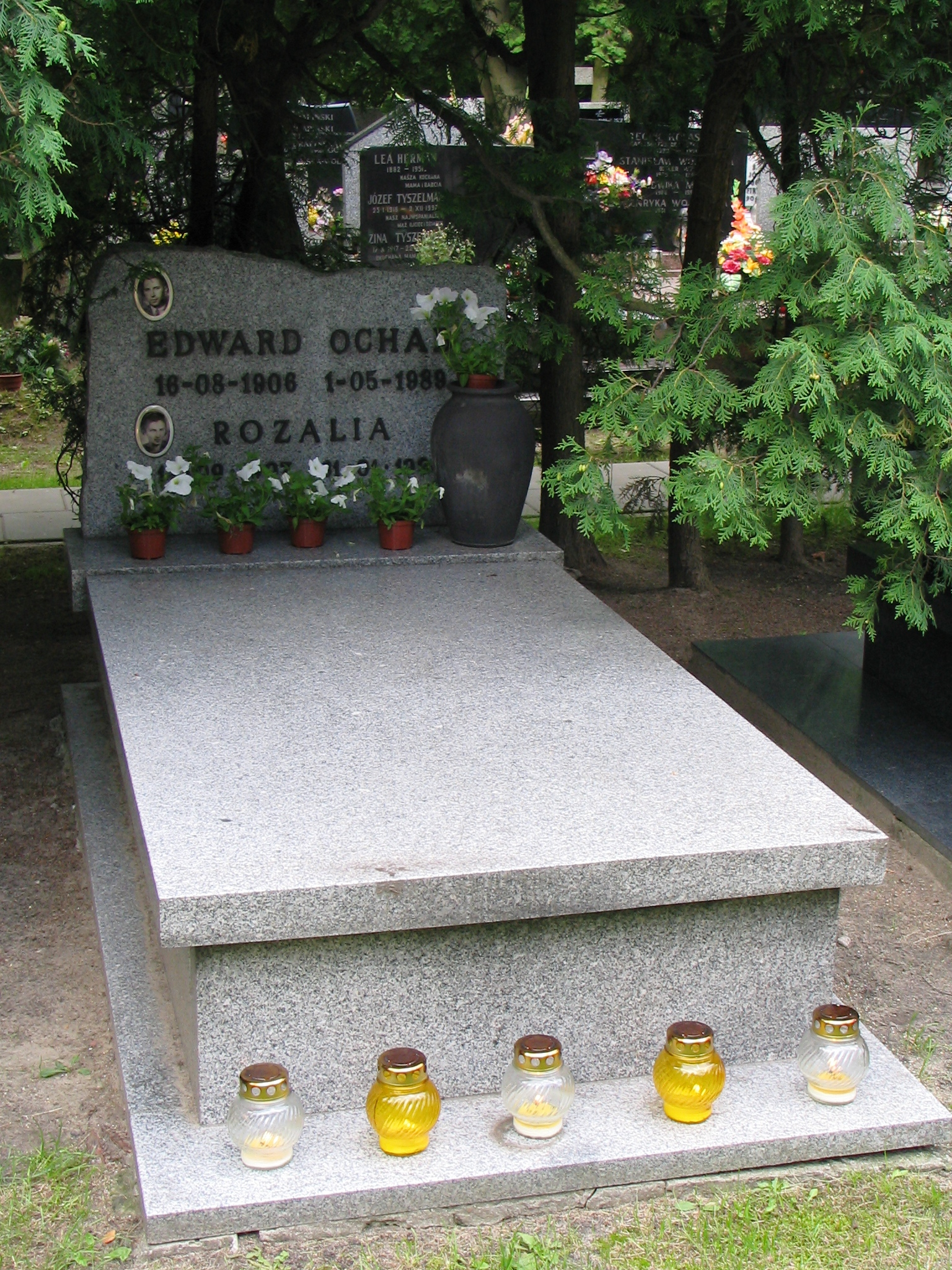
Grób Edwarda Ochaba i jego żony Rozalii na Cmentarzu Wojskowym na Powązkach w Warszawie

Edward Mieczysław Ochab, ps. „Feliks”, „Łukasz”, „Paweł”, „Ludwik”, „Adam”, „Wicek”, „Karol” (ur. 16 sierpnia 1906 w Krakowie, zm. 1 maja 1989 w Warszawie) – polski polityk i działacz społeczny, działacz komunistyczny. Członek tajnego Centralnego Biura Komunistów Polski przy Komitecie Centralnym WKP(b) (1944). Generał brygady Wojska Polskiego, I sekretarz KC PZPR w 1956 i przewodniczący Rady Państwa w latach 1964–1968. Poseł do Krajowej Rady Narodowej, na Sejm Ustawodawczy oraz na Sejm PRL I, II, III i IV kadencji, członek Komisji Wojskowej Biura Politycznego KC PZPR nadzorującej ludowe Wojsko Polskie od maja 1949, nadzorujący prace Komitetu Słowiańskiego w Polsce, przewodniczący Towarzystwa Przyjaźni Polsko-Radzieckiej w latach 1950–1952, przewodniczący Ogólnopolskiego Komitetu Frontu Jedności Narodu w latach 1965–1968. Budowniczy Polski Ludowej.

## Życiorys
Jego ojciec Józef był urzędnikiem w biurze meldunkowym w Dyrekcji Policji w Krakowie, natomiast matka, Maria z domu Muller, przed ślubem robotnica rolna, następnie zajmowała się domem i wychowywaniem sześciorga dzieci, zmarła na gruźlicę w 1918.
W 1912 rozpoczął naukę w ośmioletniej Szkole Wydziałowej w Krakowie, dającej wykształcenie podstawowe. Od stycznia do września 1921 pracował jako robotnik w drukarni oraz warsztatach powroźniczych. Przez cztery lata uczył się w Akademii Handlowej w Krakowie (ówcześnie odpowiednik liceum ekonomicznego), utrzymując się z korepetycji. Po ukończeniu szkoły i uzyskaniu matury został we wrześniu 1925 buchalterem w Składnicy Kółek Rolniczych w Wieliczce. W roku akademickim 1926/1927 zaliczył roczny wyższy naukowy kurs spółdzielczy przy Wydziale Rolniczym Uniwersytetu Jagiellońskiego, uzyskując znakomite oceny. W tym samym roku została mu przyznana wojskowa kategoria „B”. Po rocznym odroczeniu 15 czerwca 1928 Powiatowa Komisja Uzupełnień Kraków-Miasto przyznała mu kategorię „A”. 1 sierpnia 1928 został skierowany do Szkoły Podchorążych Rezerwy Piechoty w Zaleszczykach. Z powodu sympatii komunistycznych i niesubordynacji w październiku został usunięty ze Szkoły Podchorążych Rezerwy Piechoty. W lutym 1928 uzyskał prawo do skrócenia służby wojskowej do 15 miesięcy. Od stycznia 1928 pracował w organizacjach spółdzielczych Społem, w marcu 1928 został kierownikiem Robotniczej Spółdzielni Spożywców „Naprzód” w Radomiu.
Latem 1929 wstąpił do Komunistycznej Partii Polski, został aktywistą partyjnym. Pięciokrotnie aresztowany, spędził łącznie w więzieniach sześć i pół roku. Należał też do Komunistycznego Związku Młodzieży Polski. Sekretarz komitetów okręgowych KPP w Radomiu, Krakowie, Łodzi, na Śląsku i na Pomorzu. Odbudowywał struktury partii w Poznaniu po dokonanych tam aresztowaniach działaczy komunistycznych. W listopadzie 1938 skazany na karę 10 lat więzienia – dzięki czemu uniknął represji wielkiej czystki, które dotknęły działaczy KPP przebywających w ZSRR.

### II wojna światowa
W chwili agresji III Rzeszy na Polskę przebywał w areszcie przy ul Daniłowiczowskiej w Warszawie tzw. Centralniaku, gdzie był starostą komuny więziennej. Uwolniony 7 września 1939 po ucieczce strażników więziennych. Udał się do Garwolina, skąd 11 września wrócił do Warszawy i wstąpił do 2 Robotniczego Pułku Obrony Warszawy (Robotnicza Brygada Obrony Warszawy), a następnie po kapitulacji stolicy przedostał się na teren okupacji sowieckiej. Od listopada 1939 był kierownikiem Spółdzielni Technik we Lwowie, a od maja 1940 do ataku III Rzeszy na ZSRR 22 czerwca 1941 pracował jako główny księgowy w 15. Fabryce Poligraficznej we Lwowie. Działał w Związku Zawodowym Drukarzy. W lutym 1941 spotkał się z Alfredem Lampe i wraz z kilkunastoma byłymi członkami KPP wspólnie wystosowali list o przyjęcie ich do WKP(b). Nie ma dowodów potwierdzających, że Ochab został do WKP(b) przyjęty. Po ataku Niemiec na ZSRR zgłosił się jako ochotnik do Armii Czerwonej. Nie został jednak przyjęty do służby czynnej, lecz skierowany do formacji pomocniczych. Od czerwca 1941 do lutego 1942 był dowódcą drużyny w 750. Batalionie Roboczym (tzw. strojbat). W zimie 1941/42 odnowiła się u niego gruźlica, w związku z czym w lutym 1942 został skierowany przez komisję lekarską do szpitala w obwodzie taszkenckim w Uzbeckiej SRR. Po opuszczeniu szpitala Ochab przez kilka tygodni pracował jako księgowy w fabryce włókienniczej, a następnie w maju 1942 podjął pracę jako redaktor kontrolny w polskiej sekcji Wydawnictwa Literatury w Językach Obcych, ewakuowanej wówczas z Moskwy do miasta Engels. W sierpniu 1942 wraz z całą redakcją polską został przeniesiony do Moskwy, gdzie pełnił obowiązki do maja 1943.
Współorganizator Związku Patriotów Polskich oraz 1 Armii Wojska Polskiego w ZSRR. Skierowany przez Wszechzwiązkową Komunistyczną Partię (bolszewików) do 1 Polskiej Dywizji im. Tadeusza Kościuszki, od maja 1943 w stopniu podporucznika był w niej jednym z oficerów politycznych współpracującym z NKWD; powierzono mu funkcję wykładowcy i kierownika szkoły dla podoficerów politycznych 2 Pułku Piechoty 1 Dywizji. Pod koniec grudnia 1943 w stopniu porucznika został mianowany zastępcą dowódcy ds. polityczno-wychowawczych powstającej wówczas 3 Dywizji Piechoty im. Romualda Traugutta; odpowiadał za szkolenie polityczne żołnierzy. Uczestniczył w bitwie pod Lenino. W jednym ze swoich raportów podsumowujących tę akcję pisał: „Ogromna większość żołnierzy pochodzących z tzw. kresów wschodnich pogodziła się z tym, że ziemie z większością ukraińską i białoruską wejdą w skład republik sowieckich. Powtarzają się pytania już nie o to, czy osadnicy odzyskają swoje stare parcele na kresach, lecz czy otrzymają odpowiednią rekompensatę w Polsce centralnej i zachodniej”.
W styczniu 1944 Edward Ochab wszedł w skład powołanego wówczas w Moskwie tajnego Centralnego Biura Komunistów Polski przy Komitecie Centralnym WKP (b), jako członek specjalnego zespołu złożonego z oficerów politycznych. Ich zadaniem była indoktrynacja polityczna w 1 Armii Wojska Polskiego w ZSRR według linii ustalonej przez CBKP. Należał do najbardziej zaufanych członków tego zespołu, np. w maju 1944 wszedł – już jako major – do specjalnej politycznej komisji weryfikacyjnej, powstałej na mocy uchwały CBKP w Polskich Siłach Zbrojnych w ZSRR. W drugiej połowie 1944 był pułkownikiem i zastępcą dowódcy 1 Armii ds. polityczno-wychowawczych, a zarazem pełnomocnikiem Rady Wojennej tej armii. 25 lipca jako pełnomocnik Rady przybył na czele grupy operacyjnej (złożonej ze 152 oficerów i podoficerów) do Lublina w celu przygotowania tam siedziby Polskiego Komitetu Wyzwolenia Narodowego. W pierwszych dniach sierpnia 1944 został dokooptowany do Komitetu Centralnego Polskiej Partii Robotniczej.

### Działalność w Polsce Ludowej
23 listopada 1944 objął kierownictwo resortu administracji publicznej PKWN. Po powołaniu 31 grudnia Rządu Tymczasowego został wiceministrem administracji publicznej, zaś od kwietnia do czerwca 1945 był ministrem administracji publicznej w tym rządzie. Od lipca 1945 do lutego 1946 kierownik Wydziału Propagandy KC PPR, od grudnia 1945 jednocześnie w Sekretariacie KC PPR. Od 11 kwietnia 1945 był pełnomocnikiem generalnym rządu na Ziemie Zachodnie i Północne. W latach 1946–1948 skierowano go na Śląsk, gdzie został I sekretarzem PPR w Katowicach. W tym czasie przewodniczył również „Społem” podczas tzw. bitwy o handel.
W czerwcu 1948 objął funkcję prezesa „Centralnego Związku Spółdzielczego” w celu podporządkowania, niezależnego dotąd od władz państwowych, ruchu spółdzielczego. 21 sierpnia 1948 przyjęto odpowiednie ustawy, które dały mu – jako przewodniczącemu CZS – prawo nadzoru, rewizji, opiniowania celowości istnienia oraz zatwierdzania statutów spółdzielni. W dniach 23–24 września 1948, w czasie obrad plenum Komisji Centralnej Związków Zawodowych, mianowano go na szefa „Centralnych Związków Zawodowych”; w sposób ostateczny zamknęło to proces całkowitego uzależniania związków zawodowych od reżimu komunistycznego; stały się one organizacją mającą przede wszystkim współdziałać w wymuszaniu zwiększenia produkcji. W okresie wewnątrzpartyjnej walki z tzw. gomułkowszczyzną wiernie stanął po stronie Bolesława Bieruta, ostro atakując Władysława Gomułkę za jego tzw. prawicowo-nacjonalistyczne odchylenia; w nagrodę za swoją postawę we wrześniu 1948 został wybrany ponownie w skład Sekretariatu KC PPR, z którą w grudniu tego samego roku przystąpił do Polskiej Zjednoczonej Partii Robotniczej. Od listopada 1948 do marca 1954 był kolejno w PPR i PZPR członkiem Biura Organizacyjnego, od maja 1950 także jego Sekretariatu. Od momentu powstania PZPR do listopada 1968 zasiadał w jej Komitecie Centralnym. Do marca 1954 był jednocześnie zastępcą członka, a następnie do lipca 1968 członkiem Biura Politycznego KC PZPR.
Sprawował po II wojnie światowej funkcje polityczne w wojsku (w lipcu 1949 mianowany został generałem brygady), obejmując w 1949 funkcję wiceministra obrony narodowej (12 czerwca 1950 został odwołany) oraz szefa Głównego Zarządu Politycznego Wojska Polskiego. W listopadzie 1949 został członkiem Ogólnokrajowego Komitetu Obchodu 70-lecia urodzin Józefa Stalina. 6 marca 1953 stanął na czele Ogólnonarodowego Komitetu Uczczenia Pamięci Józefa Stalina.
W latach 1950–1956 był jednym z sekretarzy Komitetu Centralnego PZPR. Po śmierci Bolesława Bieruta od marca do października 1956 pełnił funkcję I sekretarza tej partii. W PZPR reprezentował nurt środka, niezależny tak od „natolińczyków”, jak i „puławian”. W gruncie rzeczy obecność dwóch wrogich sobie frakcji w partii uniemożliwiała mu obranie określonej drogi politycznej. Podczas jego rządów istniało powiedzenie „Więcej schabów, mniej Ochabów”, co oddawało opinie społeczeństwa o I sekretarzu. Od września 1956 jego sprawowanie władzy było oceniane negatywnie przez Nikitę Chruszczowa. W 1956 jego energiczna akcja zapobiegła eskalacji rozpoczętej już interwencji wojsk radzieckich, zaniepokojonych rozwojem wypadków w „bratnim kraju”, które w efekcie zatrzymały się ok. 100 km od Warszawy. Następnie do 1957 i w latach 1959–1964 (od 1959 do 1960 jako p.o.) ponownie był sekretarzem KC, odpowiadając za oświatę.
W latach 1957–1959 był ministrem rolnictwa (na którym nie najlepiej się znał – co przyznawali nawet jego współpracownicy), w latach 1961–1964 zastępcą przewodniczącego Rady Państwa, a od 12 sierpnia 1964 do 11 kwietnia 1968 jej przewodniczącym. 19 marca 1966 przekazał kardynałowi Stefanowi Wyszyńskiemu odmowną decyzję władz w sprawie zaproszenia papieża Pawła VI na obchody uroczystości tysiąclecia Chrztu Polski.
W 1965 otrzymał doktorat honoris causa nauk politycznych Uniwersytetu Kairskiego.
Po wydarzeniach marcowych, 8 kwietnia 1968 Biuro Polityczne KC PZPR przyjęło jego rezygnację z funkcji państwowych i partyjnych.

## Pogrzeb
Pogrzeb Edwarda Ochaba odbył się 8 maja 1989 na Cmentarzu Wojskowym na Powązkach w Warszawie. W pogrzebie uczestniczyli m.in. członek Biura Politycznego KC PZPR Kazimierz Barcikowski, który wygłosił przemówienie pożegnalne, członkowie Biura Politycznego KC PZPR Stanisław Ciosek, Józef Czyrek, Zbigniew Michałek i Marian Orzechowski, sekretarz KC PZPR Zygmunt Czarzasty, zastępcy przewodniczącego Rady Państwa Zenon Komender i Tadeusz Szelachowski, wicepremier Janusz Patorski, a także minister współpracy gospodarczej z zagranicą Dominik Jastrzębski. W imieniu przyjaciół i współpracowników Edwarda Ochaba pożegnał były minister spraw zagranicznych Stefan Jędrychowski.

## Życie prywatne
Miał opinię przewidującego koniunkturalisty; zawsze popierał tych, którzy w danej chwili posiadali największą władzę; jedynym wyjątkiem była jego postawa w 1968, gdy z własnej woli zrzekł się wszystkich stanowisk państwowych i partyjnych. Żoną Edwarda Ochaba była Rozalia Ochab z domu Rachela Silbiger (1907–1996), pochowana wraz z nim (kwatera A4-tuje-1). Miał dwóch braci: Stanisława – polityka Stronnictwa Demokratycznego i Jana – weterynarza. Córka Edwarda Ochaba Anna jest żoną Longina Pastusiaka, druga córka – Zofia (1943–2011) ukończyła studia na Wydziale Elektrycznym Politechniki Warszawskiej, przez wiele lat uczyła matematyki w warszawskich szkołach. Została pochowana na Cmentarzu Żydowskim w Warszawie. Trzecia córka Maryna jest tłumaczką. Czwarta córka Wanda jest dziennikarką.
Był bohaterem jednego z wywiadów w książce Teresy Torańskiej Oni.

Fragment wywiadu z byłym przewodniczącym Rady Państwa w książce Oni, w którym Edward Ochab m.in. z dumą wspominał stalinowski okres polskiej historii: 

Mimo wszystko uważam jednak ten okres 1944–55 za okres najważniejszy, historycznie doniosłego etapu rozwoju, rewolucyjnego, o przełomowym znaczeniu, nikt go z naszych dziejów nie wymaże. Jestem przekonany, że pozostanie w dziejach jako fundament nowej epoki, ludowej epoki, w marszu do społeczeństwa bezklasowego.

## Ordery i odznaczenia
- Order Budowniczych Polski Ludowej (1961)
- Order Sztandaru Pracy I klasy
- Order Krzyża Grunwaldu II i III klasy
- Krzyż Srebrny Orderu Virtuti Militari
- Krzyż Walecznych
- Złoty Krzyż Zasługi
- Śląski Krzyż Powstańczy
- Medal za Warszawę 1939–1945 (17 stycznia 1946)[31]
- Medal 30-lecia Polski Ludowej
- Medal 40-lecia Polski Ludowej
- Medal 10-lecia Polski Ludowej
- Medal im. Ludwika Waryńskiego (1986)[32]
- Odznaka 1000-lecia Państwa Polskiego (1966)[33]
- Odznaka „Zasłużony Działacz Ruchu Spółdzielczego” (1959)[34]
- Odznaka honorowa Związku Zawodowego Budowlanych (1963)[35]
- Złota Odznaka Zrzeszenia Prawników Polskich (1967[36])
- Odznaka „Zasłużony Działacz Związku Zawodowego Pracowników Rolnych” (1966)[37]
- Odznaka honorowa „Za zasługi dla Gdańska” (1960)[38]
- Odznaka honorowa „Zasłużony dla Warmii i Mazur” (1960)[39]
- Złota odznaka honorowa „Za Zasługi dla Warszawy” (1965)[40]
- Złota odznaka „Zasłużonemu w rozwoju województwa katowickiego” (1960)[41]
- Odznaka honorowa „Za szczególne zasługi dla rozwoju województwa bydgoskiego” (1966)[42]
- Odznaka Honorowa Miasta Poznania (1967)[43]
- Odznaka honorowa „Za zasługi w rozwoju województwa poznańskiego” (1967)
- Odznaka „Zasłużony dla Ziemi Gdańskiej” (1967)[44]
- Odznaka „Zasłużonemu Opolszczyźnie” (1968)[45]
- Pamiątkowy Medal z okazji 40. rocznicy powstania Krajowej Rady Narodowej (1983)[46]
- Krzyż Czechosłowackiego Wojskowego Orderu Lwa Białego „Za zwycięstwo” (1949)[47]
- Order Czerwonej Gwiazdy (Związek Radziecki)
- Medal jubileuszowy „W upamiętnieniu 100-lecia urodzin Władimira Iljicza Lenina” (Związek Radziecki)
- Łańcuch Orderu Zasługi (Włochy, 1965)[48][49][50]
- Łańcuch Krzyża Wielkiego Orderu Białej Róży Finlandii (Finlandia, 1965)[51]
- Wielka Wstęga Orderu Nilu (1965)[52]
- Krzyż Wielki Orderu Legii Honorowej (Francja, odznaczony w 1967 przez prezydenta Charles’a de Gaulle’a)[53]
- Wielki Łańcuch Orderu Pahlaviego (1966)[54]
- Wielki Łańcuch Orderu Królowej Saby z Plakietą (Etiopia, odznaczony w 1964 przez Cesarza Hajle Syllasje I)[55]
- wiele innych odznaczeń państwowych, resortowych, regionalnych, organizacyjnych i zagranicznych